# Mist Basketball Club
Le Mist Basketball Club est une franchise de la ligue américaine de basket-ball à trois féminin Unrivaled.

## Présentation
Le Mist est l’un des six clubs de la ligue américaine de basket-ball à trois féminin Unrivaled. Comme les cinq autres, il est franchisé à la ligue et est basé à Miami. Leurs matchs se déroulent au Média pro US, une salle de 850 places.

### Identité
La ligue révèle les noms et les identités graphiques des clubs le 24 octobre 2024. C’est l’agence Doubleday & Cartwright qui l'accompagne dans leurs créations. Chaque identité a été réfléchie pour toucher des publics différents.

### Création de l'équipe
L’équipe est constituée le 20 novembre 2024. La ligue a réparti les 34 joueuses annoncées et les deux places de wild-cards en six groupes. Ce sont les six entraîneurs et entraîneuses qui définissent ensemble les compositions des équipes, en essayant de les constituer le plus équitablement possible et sans savoir laquelle leur sera attribuée.
Le Mist reçoit Breanna Stewart, Courtney Vandersloot, Jewell Loyd, DiJonai Carrington, Rickea Jackson et Aaliyah Edwards. Breanna Stewart et Courtney Vandersloot ont remporté les finales de la Women's National Basketball Association (WNBA) en 2024 avec le Liberty de New York. Breanna Stewart et Jewell Loyd ont été sacrées deux fois championnes WNBA avec le Storm de Seattle, ainsi qu'aux Jeux Olympiques d'été de 2024 à Paris.
Le Mist est entraîné par Phil Handy. Âgé de 53 ans, il a remporté trois championnats de la NBA en tant qu'entraîneur adjoint avec les Cavaliers de Cleveland en 2016, les Raptors de Toronto en 2019 et les Lakers de Los Angeles en 2020. Il est également formé Kobe Bryant, Kyrie Irving et JuJu Watkins.

### Débuts
Breanna Stewart inscrit le premier panier de la saison inaugurale d'Unrivaled, dans la défaite du Mist face aux Lunar Owls de Napheesa Collier, l'autre fondatrice de la ligue,.

## Composition actuelle
L'équipe est composée de Breanna Stewart, Courtney Vandersloot, Jewell Loyd, DiJonai Carrington, Rickea Jackson et Aaliyah Edwards. 

Le 24 janvier 2025, le Mist se renforce en signant NaLyssa Smith, pour pallier les absences temporaires de DiJonai Carrington et Jewelle Loyd. 

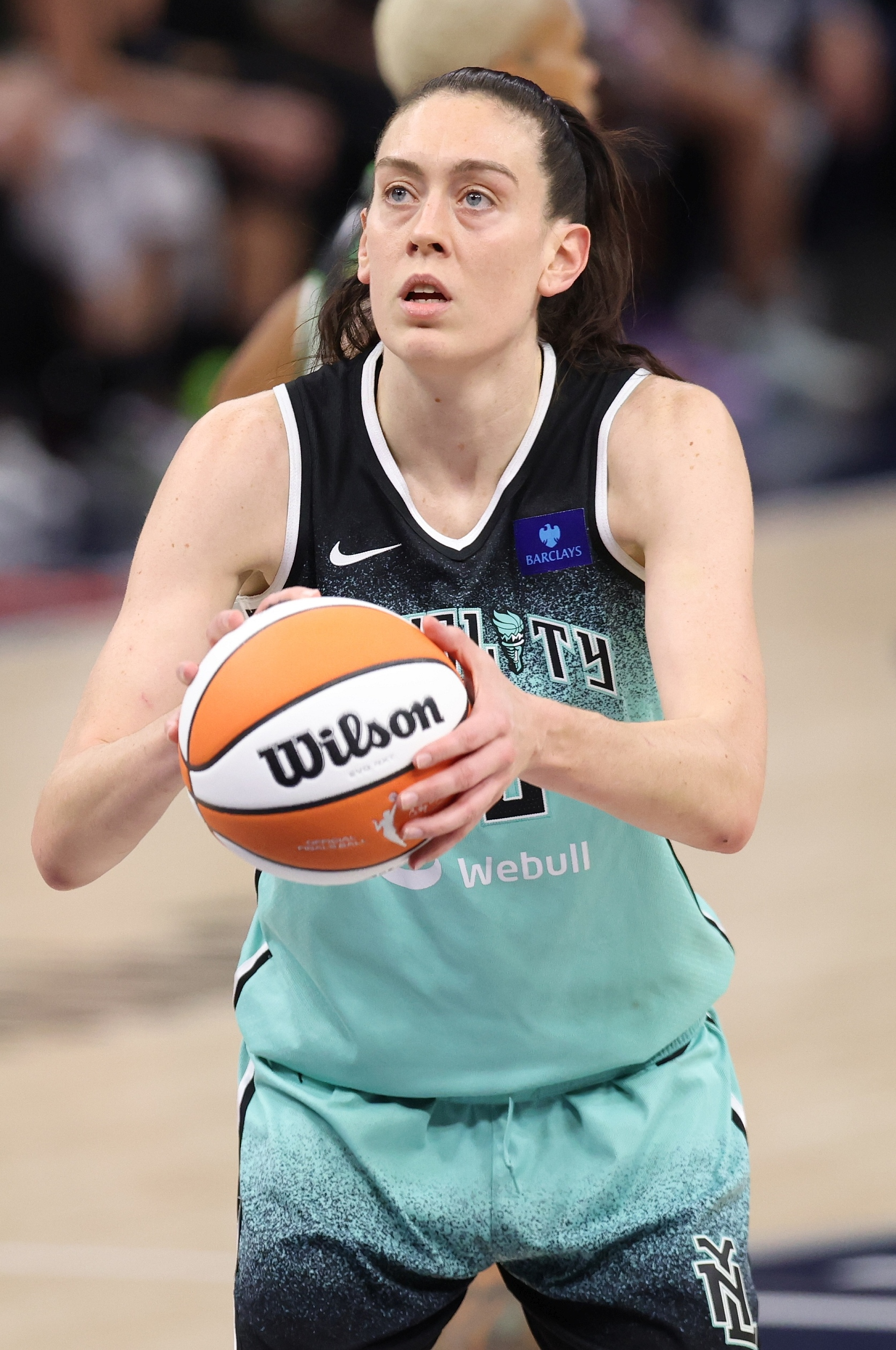
Breanna Stewart
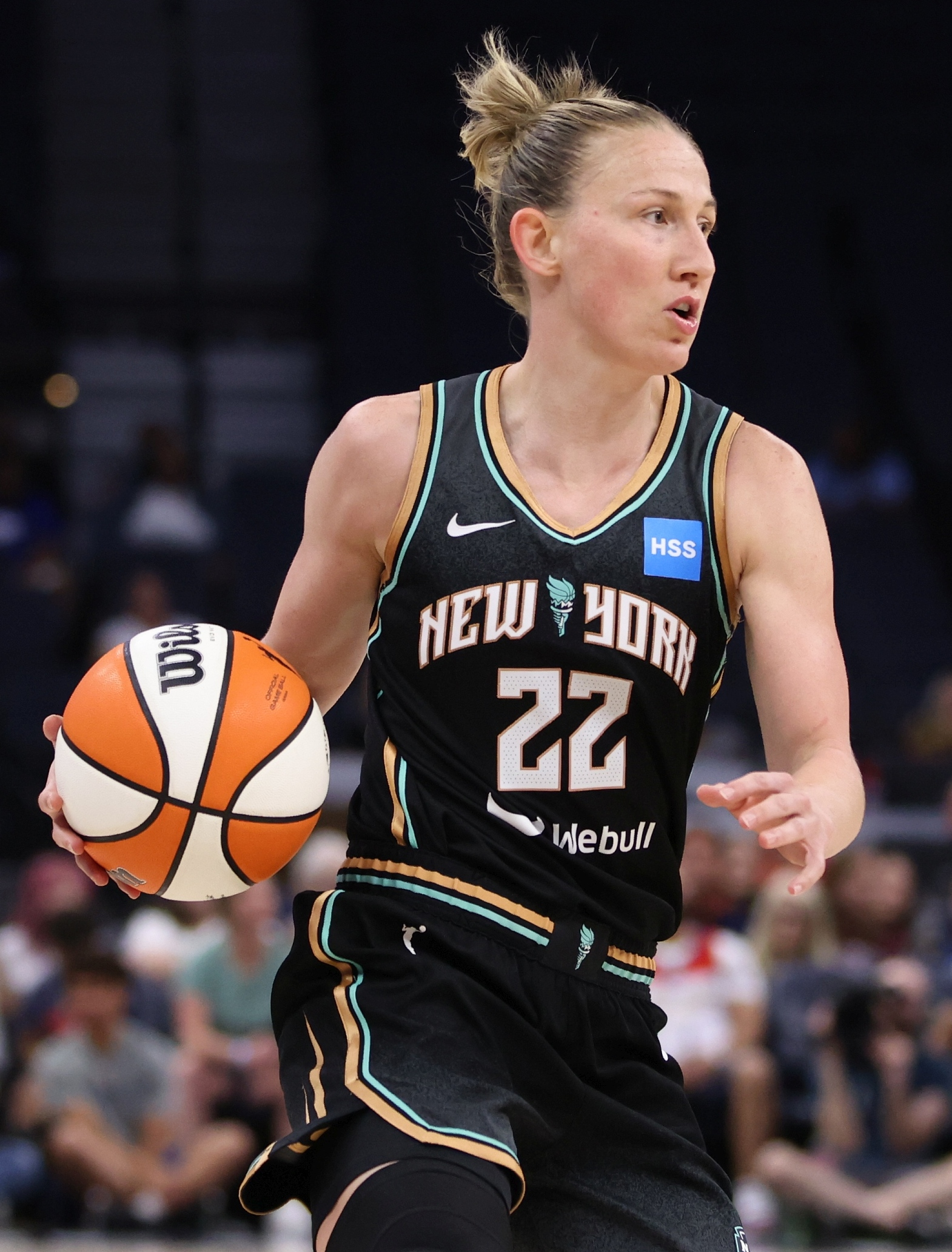
Courtney Vandersloot
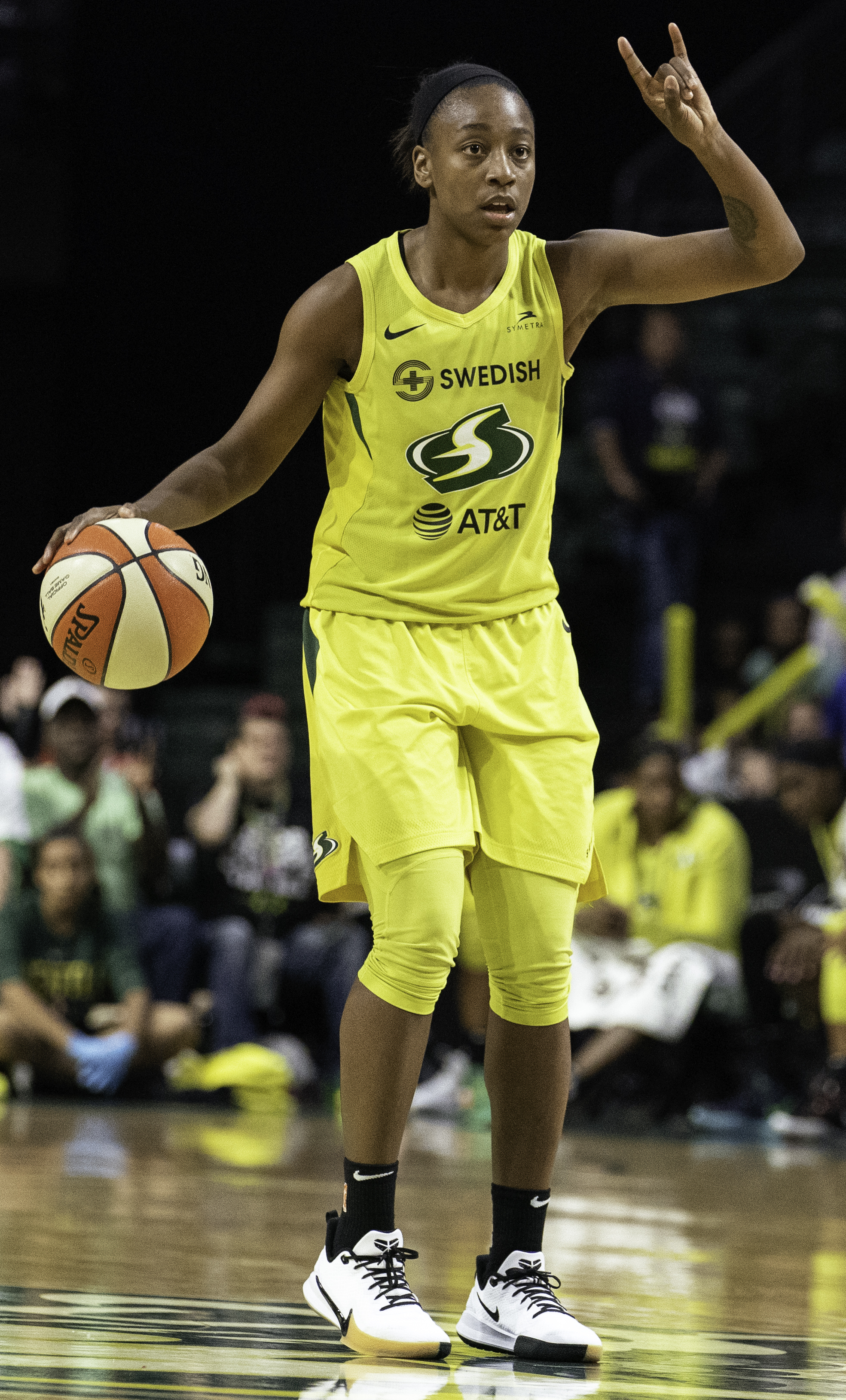
Jewell Loyd
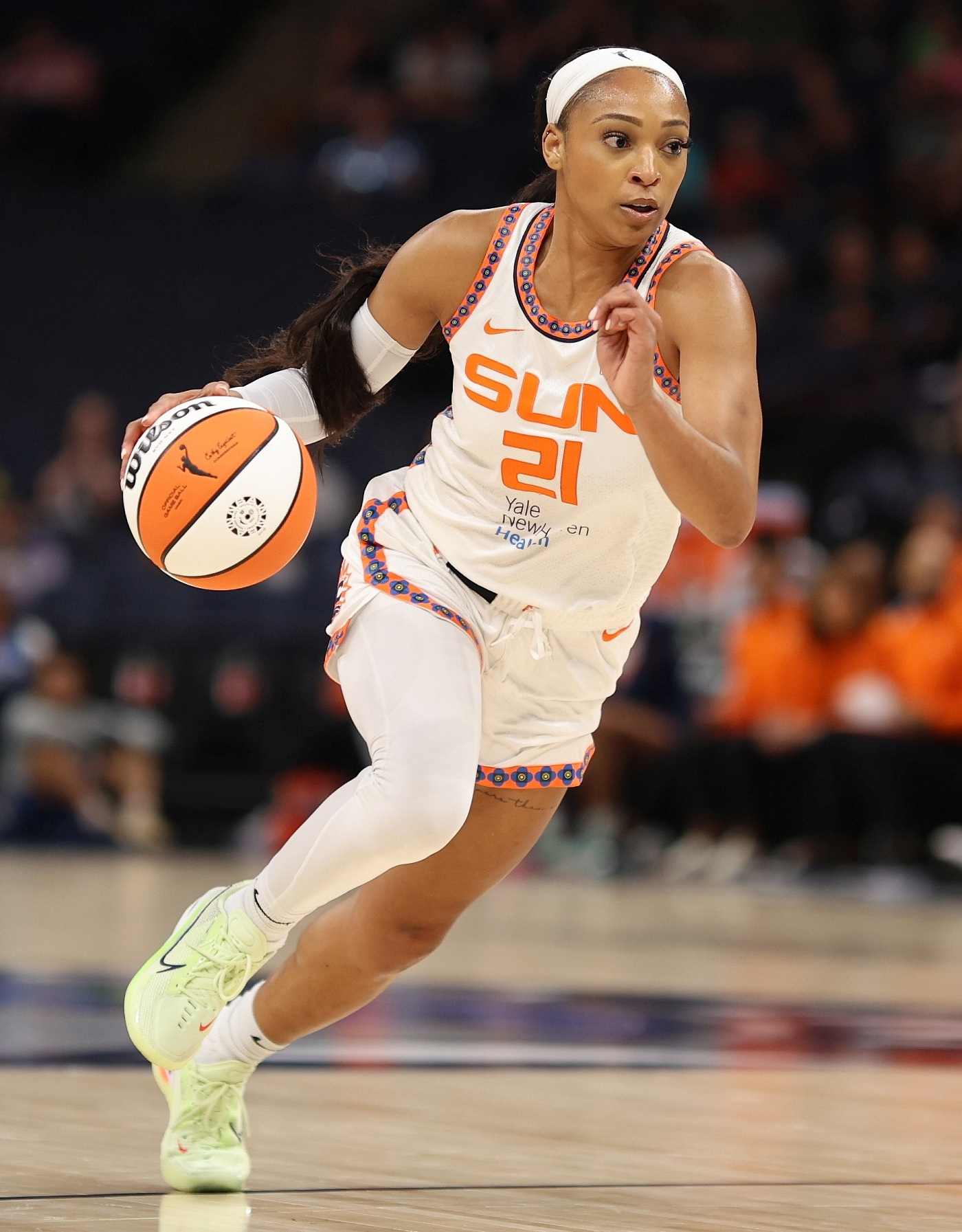
DiJonai Carrington
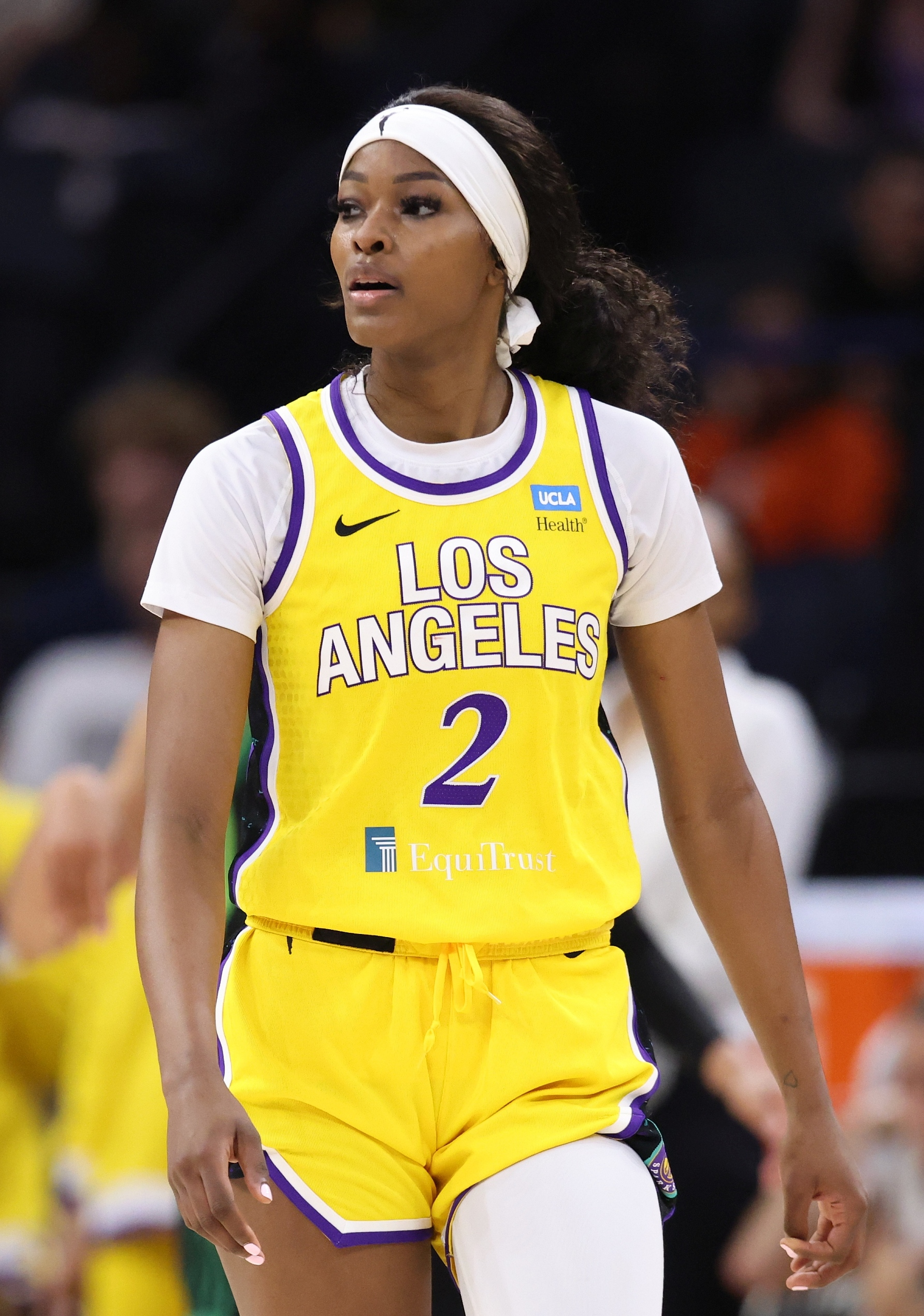
Rickea Jackson
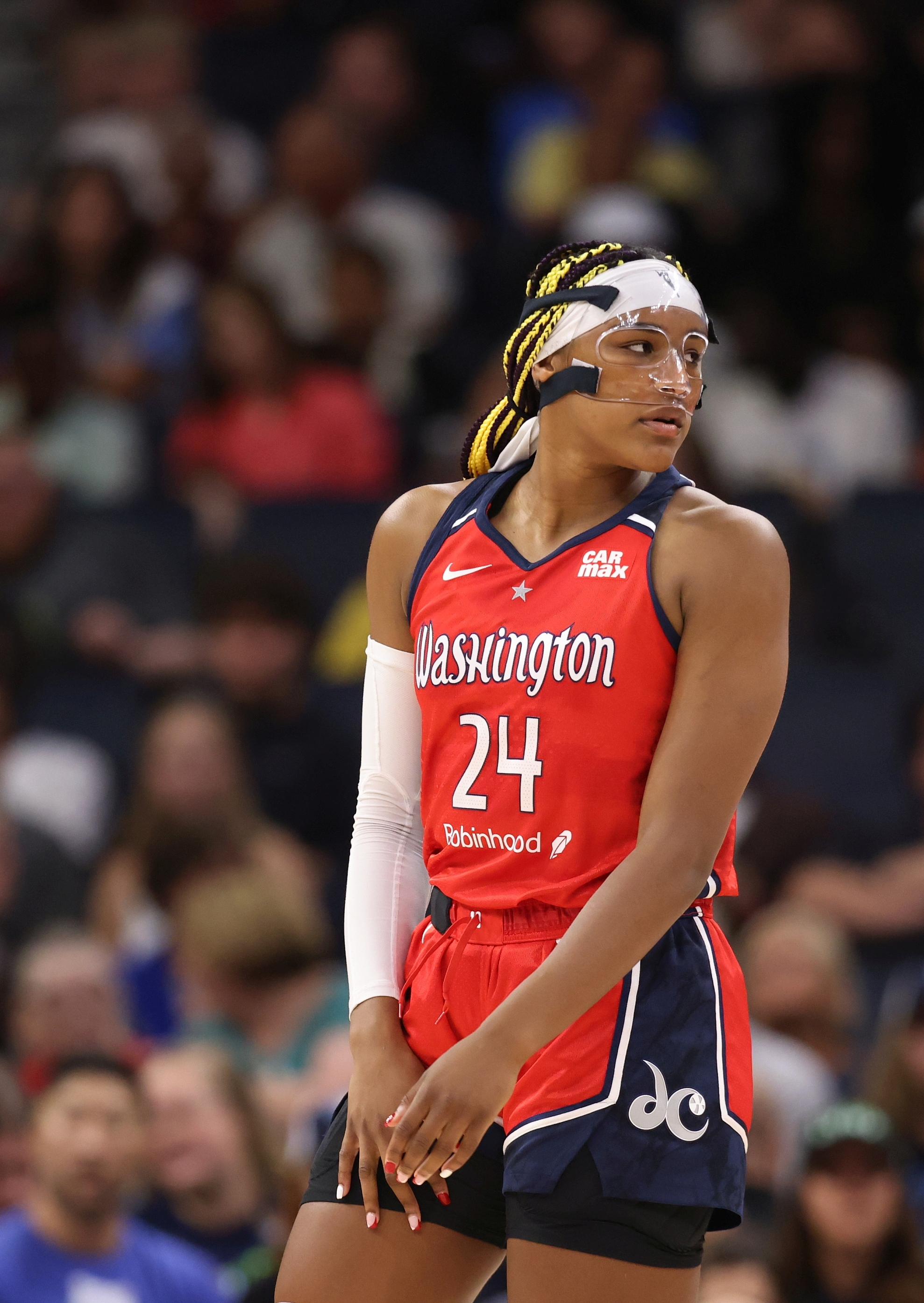
Aaliyah Edwards